# Stenocyathus
Stenocyathus is een geslacht van koralen uit de familie van de Stenocyathidae.

## Soort
- Stenocyathus vermiformis (Pourtalès, 1868)